# Trentepohlia (Mongoma) fimbricosta
Trentepohlia (Mongoma) fimbricosta is een tweevleugelige uit de familie steltmuggen (Limoniidae). De soort komt voor in het Australaziatisch gebied.